# 阿尔宰
阿尔宰（法語：Arzay，法語發音：[aʁzɛ]）是法国伊泽尔省的一个旧市镇，属于维埃纳区。2019年1月1日，阿尔宰与邻近的3个市镇合并为新市镇波特德博讷沃。

## 地理
阿尔宰（45°25'32"N, 5°10'13"E）面积9.79 平方千米，位于法国奥弗涅-罗讷-阿尔卑斯大区伊泽尔省，该省份为法国东南部内陆省份，北起顺时针与安省、萨瓦省、上阿尔卑斯省、德龙省、阿尔代什省、卢瓦尔省和罗讷省。
与阿尔宰接壤的市镇（或旧市镇、城区）包括：略迪约、瑟蒙、马克新城、博雪、奥尔纳雪。
阿尔宰的时区为UTC+01:00、UTC+02:00（夏令时）。

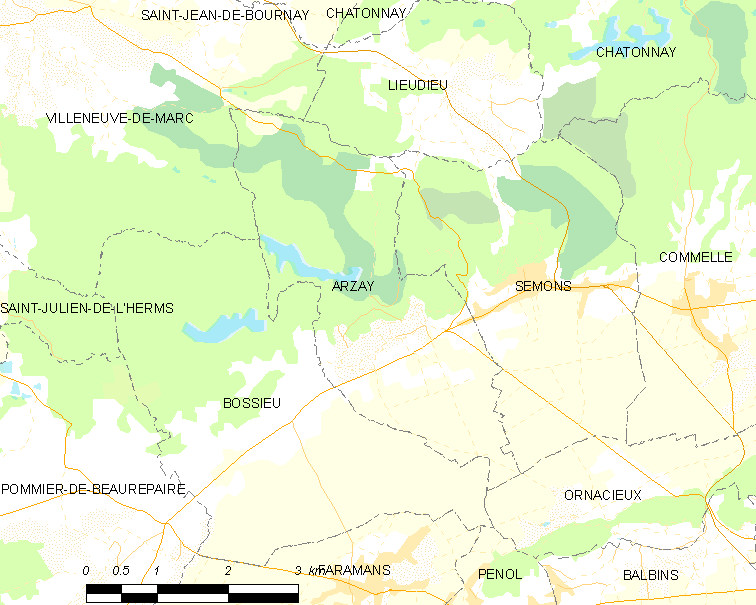
阿尔宰的OSM定位图

## 行政
阿尔宰的邮政编码为38260，INSEE市镇编码为38016。

## 政治
阿尔宰所属的省级选区为比耶夫尔县。

## 人口

1962-2008年间阿尔宰人口变化图示

阿尔宰于2018年1月1日时的人口数量为227人。